# Naima (nombre)
Naima es un nombre propio femenino de origen árabe, cuyo significado es tranquila, feliz, a gusto. Es la forma femenina del nombre Naim. Otro posible origen es el hebreo, a través de una variante del nombre Naomi, cuyo significado es agradable.
Se trata de un nombre muy popular en muchos países de África y de otros continentes con población de origen árabe o musulmán. En España y en Francia ha adquirido una notable popularidad entre la población joven gracias a sus lazos con los países del Magreb y a la población de origen magrebí.

## Variantes
- Masculino: Naím.
- Diminutivo: Carece
- Relacionados: Naomi, Noemí, Nohemi, Noam.

### Variantes en otros idiomas
| Español | Naima        |
| Árabe   | Na'ima/Naïma |